# 도산면 (통영시)
도산면(道山面)는 대한민국 경상남도 통영시의 면이다. 2011년 6월 30일을 기준으로 넓이는 38.16km2이고, 인구는 1,526세대 3,414명이다.

## 행정 구역
- 원산리
- 도선리
- 법송리
- 관덕리
- 오륜리
- 저산리
- 수월리

## 학교
- 도산초등학교 : 도산면 도산일주로 25 (법송리)
- 수월초등학교(폐교) : 도산면 수월1길 33 (수월리)
- 도원초등학교(폐교) : 도산면 남해안대로 2054 (원산리)
- 도산초등학교 도남분교(폐교) : 도산면 도산일주로 715 (저산리)
- 도원초등학교 읍도분교(폐교) : 도산면 읍도길 67 (오륜리)
- 도산중학교 : 도산면 도산일주로 34 (법송리)